# 何塞·路易斯·埃斯克里瓦
何塞·路易斯·埃斯克里瓦·贝尔蒙特（西班牙語：José Luis Escrivá Belmonte，1960年12月5日—），西班牙经济学家，政治人物。

## 生平
1960年生于阿尔瓦塞特。毕业于马德里康普顿斯大学经济学专业。曾在西班牙銀行工作。2004年至2012年在西班牙外换银行工作，历任首席经济学家，经济研究部门主任，区域公共财政部董事总经理等职。2014年，被任命为西班牙国家独立财政责任管理局局长。2015年，任欧盟独立财政机构网络主席。
2020年1月，就任第二次桑切斯内阁融合、社会保障及移民大臣。在2019冠状病毒病疫情期间，埃斯克里瓦主持制定援助计划，为国内最贫穷群体发放基本工资，以帮助他们应对疫情所带来的经济影响。该计划在5月29日获得内阁会议的通过。

## 中文译本
- 何塞·路易斯·埃斯克里瓦; 爱德华多·富恩特斯; 艾丽西亚·加西亚-埃雷罗 (编). . 由郑秉文翻译. 中国劳动社会保障出版社. 2012年10月. ISBN 9787516700068.